# Vieilles-Maisons-sur-Joudry
Vieilles-Maisons-sur-Joudry is een gemeente in het Franse departement Loiret (regio Centre-Val de Loire) en telt 462 inwoners (1999). De plaats maakt deel uit van het arrondissement Montargis.

## Geografie
De oppervlakte van Vieilles-Maisons-sur-Joudry bedraagt 16,4 km², de bevolkingsdichtheid is 28,2 inwoners per km².
De onderstaande kaart toont de ligging van Vieilles-Maisons-sur-Joudry met de belangrijkste infrastructuur en aangrenzende gemeenten.

## Demografie
Onderstaande figuur toont het verloop van het inwonertal (bron: INSEE-tellingen).

1. ↑  Populations de référence 2022.